# Heinz Reinefarth
Heinz Reinefarth (Gnesen, 26 dicembre 1903 – Westerland, 7 maggio 1979) è stato un generale e criminale di guerra tedesco delle Waffen-SS durante la Seconda guerra mondiale e ufficiale governativo della Germania Ovest dopo la guerra.
Durante la Rivolta di Varsavia dell'agosto 1944 le truppe sotto il suo comando commisero numerose atrocità.
Dopo la guerra divenne sindaco della città di Westerland, sull'isola di Sylt e fu membro del Landtag dello Schleswig-Holstein. Le autorità polacche richiesero numerose volte la sua estradizione, ma la loro richiesta non venne mai accettata. Per questo motivo Reinefarth non fu mai processato per i suoi crimini di guerra.

## Biografia
Reinefarth nacque a Gnesen l'attuale Gniezno allora parte della Posnania. Dopo aver concluso il ginnasio nel 1922, entrò nella facoltà di legge all'Università di Jena.
Si laureò nel 1927 dopo aver passato il first degree agli esami. Fino al 1930 completò la sua applicazione alla corte locale di Jena e venne nominato giudice. Il 1º agosto 1932 entrò nel Partito Nazionalsocialista Tedesco dei Lavoratori ricevendo la tessera nº 1.268.933. Nel dicembre dello stesso anno entrò nelle SS.
Prima dell'inizio della Seconda guerra mondiale venne coscritto come Feldwebel (Sergente maggiore) della riserva.
Per le sue azioni durante la Campagna di Polonia ricevette la Croce di Ferro di II Classe. Nel 1940 prese parte alla Campagna di Francia, dove venne decorato nuovamente con la Croce di Cavaliere della Croce di Ferro.
Il 29 aprile 1942 venne promosso al grado di Brigadeführer equivalente al rango di Maggior generale della Wehrmacht.
Dopo la sua promozione, venne nominato ispettore generale delle SS nel Protettorato di Boemia e Moravia.
Nel settembre 1943, venne trasferito a Berlino dove prestò servizio nel ministero della Ordnungspolizei (Hauptamt Ordnungspolizei). Il 29 gennaio 1944 fu nominato capo delle SS e della Polizia nel Reichsgau Wartheland (voivodato di Poznań annesso dalla Germania nel 1939).
In questa carica fu responsabile per l'organizzazione di numerose repressioni contro i polacchi e altre etnie. Durante la Rivolta di Varsavia affermò che i suoi soldati erano a corto di munizioni per giustiziare tutti i prigionieri.
Dopo l'inizio della Rivolta di Varsavia, a Reinefarth venne ordinato di organizzare un'unità militare consistente di personale proveniente da varie unità di sicurezza e di dirigersi verso Varsavia.
Al loro arrivo le sue forze (Kampfgruppe Reinefarth) vennero incluse nel Korpsgruppe von dem Bach del generale Erich von dem Bach-Zelewski a cui venne ordinato da Heinrich Himmler di reprimere la rivolta.
Dal 5 agosto 1944 il gruppo di Reinefarth prese parte ai combattimenti nell'area di Wola.
Nei due giorni seguenti le unità di Reinefarth e dell'Oberführer Oskar Dirlewanger giustiziarono un numero approssimativo di 60.000 abitanti di Varsavia in quello che è conosciuto come Massacro di Wola.
In uno dei suoi rapporti Reinefarth comunicò al comandante della 9ª Armata che avevano "più prigionieri che munizioni per ucciderli".
Dopo aver messo in sicurezza l'area di Wola, le sue truppe presero parte a violenti combattimenti contro l'Armia Krajowa nella vecchia città.
A settembre le sue truppe vennero trasferite per attaccare i quartieri di Powiśle e Czerniaków dove commisero ulteriori atrocità, incluse esecuzioni di prigionieri di guerra e di feriti trovati negli ospedali.
Un numero stimato tra 150.000 e 200.000 civili polacchi vennero uccisi durante la Rivolta di Varsavia. Per le sue azioni durante la rivolta Reinefarth venne decorato con la Croce di Cavaliere della Croce di Ferro con Fronde di Quercia il 30 settembre 1944.

## Dopoguerra
Reinefarth trascorse fino al 1948 tre anni in cattività come prigioniero di guerra degli americani. Alcune volte fu trasferito a Norimberga per testimoniare ai processi secondari di Norimberga, ma le sue deposizioni non ebbero luogo. Richiesto dalla Polonia, la sua estradizione non fu concessa. Nel 1948 fu trasferito ad Amburgo, nella zona sotto il controllo britannico. Anche gli inglesi respinsero la richiesta della sua consegna alle autorità polacche. Il retroscena fu, come scoprì lo storico Philipp Marti nel 2012, un'attività di Reinefarth per il servizio segreto americano Army Criminal Investigation Command (CIC).
Nel corso della denazificazione fu assolto nel 1949 dal tribunale di Amburgo-Bergedorf. Più volte fu incarcerato dal Comitato per la denazificazione «…l'interessato ha non solo nel militare, bensì anche in tutto il suo confronto politico con il nazionalsocialismo ripetutamente vissuto e si è posto in gioco.»
La sezione locale dell'Ufficio Tedesco dei Profughi dell'Est lo inviò nell'autunno del 1950 come incaricato dei profughi della città di  Westerland sull'isola di Sylt. Nello stesso anno egli fu anche nuovamente abilitato all'avvocatura. Da dicembre 1951 fino al 1964 fu sindaco di Westerland su Sylt. Nel 1958, nel corso delle elezioni di settembre, Reinefarth fu eletto nel Consiglio dello Schleswig-Holstein, dapprima per il GB/BHE, che nel 1961 si fuse con il Partito Tedesco nel Partito Pangermanico.
Il film-documentario del DEFA Urlaub auf Sylt (Vacanze a Sylt) di Annelie e Andrew Thorndike, del 1957, riportò in primo piano il passato nazista di Reinefarth. Dopo il suo rientro in politica, avvenuto in seguito alle indagini dell'Avvocatura di Stato, Reinefarth fu nuovamente attivo nella Germania Ovest come avvocato dal 1967: le indagini contro di lui vennero archiviate senza accuse. Reinefarth morì il 7 maggio 1979 a Sylt e la sua salma fu inumata nel cimitero di Sylt-Keitum.
Il 10 luglio 2014 il Land dello Schleswig-Holstein, di fronte alle atrocità commesse da Reinefarth sulle vittime della Rivolta di Varsavia, espresse il "suo profondo cordoglio" e il suo rammarico in proposito e che «dopo il 1945 potesse essere possibile che un criminale di guerra fosse potuto diventare deputato del Land». Anche l'odierna zona di Sylt si trova nel frattempo coinvolta nel passato dei suoi ex sindaci.

### Ulteriori funzioni
•	Presidente del Consiglio Distrettuale e Membro del Comitato del Circondario di Südtondern

•	Membro della Presidenza del GB/BHE

•	Membro del Consiglio dell'Associazione del Diritto del Lavoro e della Federazione del Commercio Estero di Nordmark

•	Presidente del Comitato locale di Sylt della Società Tedesca per il Salvataggio dei Naufraghi (Deutschen Gesellschaft zur Rettung Schiffbrüchiger) e della DLRG Westerland.

•	Fondatore del Lions Clubs di Sylt